# Nattsjön, Ångermanland
Nattsjön är en sjö i Kramfors kommun i Ångermanland och ingår i Ångermanälven-Gådeåns kustområde. Sjön har en area på 0,149 kvadratkilometer och ligger 101,7 meter över havet. Sjön avvattnas av vattendraget Bodån (Nattsjöån).

## Delavrinningsområde
Nattsjön ingår i det delavrinningsområde (698368-159225) som SMHI kallar för Utloppet av Nattsjön. Medelhöjden är 150 meter över havet och ytan är 2,18 kvadratkilometer. Räknas de 8 avrinningsområdena uppströms in blir den ackumulerade arean 35,25 kvadratkilometer. Bodån (Nattsjöån) som avvattnar avrinningsområdet har biflödesordning 2, vilket innebär att vattnet flödar genom totalt 2 vattendrag innan det når havet efter 9,5 kilometer. Avrinningsområdet består mestadels av skog (90 procent). Avrinningsområdet har 0,15 kvadratkilometer vattenytor vilket ger det en sjöprocent på 6,8 procent.